# Еленіо Еррера
Еленіо Ерре́ра (фр. Helenio Herrera, 10 квітня 1910, Буенос-Айрес —  9 листопада 1997, Венеція) — французький футболіст, що грав на позиції захисника. Більше відомий як тренер, що успішно працював насамперед з іспанськими та італійськими командами, включаючи національні збірні цих країн. Один з провідних теоретиків футбольної стратегії, відомий насамперед популяризацією у 1960-х роках захисної тактики катеначо.
Володар Кубка Франції. Як тренер чотири рази вигравав чемпіонат Іспанії, двічі Кубок Іспанії з футболу, тричі чемпіонат Італії, володар Кубка Італії, Кубка ярмарків. Дворазовий володар Кубка чемпіонів УЄФА. Дворазовий володар Міжконтинентального кубка.

## Ігрова кар'єра
Народився в аргентинському Буенос-Айресі, проте ще дитиною переїхав з батьками до Марокко, де й почав займатися футболом. У дорослому футболі дебютував виступами за команду місцевого клубу «Рош Нуар», а протягом 1931—1932 років грав за «Расінг» (Касабланка).
Згодом отримав французьке громадянство, продовживши ігрову кар'єру в цій країні, з 1932 по 1939 рік грав у складі команд клубів «КАСЖ», «Стад Франсе», «Шарлевіль» та «Ексельсіор» (Рубе).
Своєю грою за останню команду привернув увагу представників тренерського штабу клубу «Ред Стар», до складу якого приєднався 1940 року. Відіграв за паризьку команду наступні два сезони своєї ігрової кар'єри. Протягом 1942—1944 років захищав кольори клубів «Стад Франсе» та «Парі Капіталь».
Завершив професійну ігрову кар'єру у нижчоліговому клубі «Пюто», за команду якого виступав протягом 1944—1945 років.

## Кар'єра тренера
Розпочав тренерську кар'єру, ще продовжуючи грати на полі, 1944 року, очоливши тренерський штаб клубу «Пюто» як граючий тренер. Пізніше, протягом 1945—1948 років, тренував паризький «Стад Франсе».

### Іспанія
1948 року президент «Стад Франсе» вирішив продати клуб, а головний тренер команди Еленіо Еррера прийняв пропозицію перебратися до Іспанії, де очолив команду клубу «Реал Вальядолід». За рік, у 1949, Еррера став головним тренером мадридського «Атлетіко», з яким у першому ж сезоні здобув свій перший тренерський трофей — титул чемпіона Іспанії сезону 1949–50. В наступному сезоні мадридці під орудою Еррери захистили чемпіонський титул, втім ще за рік команда фінішувала на четвертому місці і Еррера залишив Мадрид.
Протягом 1952—1956 продовжував працювати в Іспанії з командами «Малага», «Депортіво» (Ла-Корунья) та «Севілья», а у 1956—1958 роках тренував португальський «Белененсеш». 1958 року повнернувся до Іспанії, ставши головним тренером «Барселони». В каталонському клубі провів два сезони — 1958–59 та 1959–60, в обох привівши команду до перемогу в Ла Лізі. Незважаючи на турнірні успіхи був змушений залишити команду, зокрема, через конфлікт з головною зіркою тодішньої «Барселони» Ладиславом Кубалою. Паралельно з роботою в «Барселоні» погодився зайнятися підготовкою національної збірної Іспанії до чемпіонату світу 1962. На футбольних полях Чилі, де проходив фінальний турнір змагання, іспанці зазнали двох поразок у трьох матчах і припинили боротьбу вже на груповому етапі, після чого Еррера на деякий час зосередився на клубній роботі.

### Італія

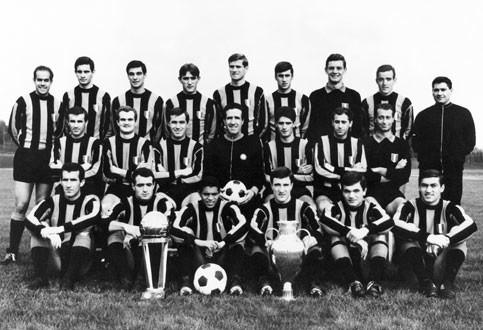
Великий «Інтер» у сезоні 1965-66

На клубному ж рівні 1960 року новим місцем роботи Еррери став міланський «Інтернаціонале», в якому він пропрацював до 1968 і робота в якому вважається найбільш зірковим періодом тренерської кар'єри спеціаліста. Він сповідував прагматичний футбол, орієнтований на досягнення результату, у тому числі жертвуючи привабливістю гри для глядачів. Улюбленим рахунком «Інтера» цієї доби була перемога 1:0, результат розважливої і впевненої гри в обороні відразу після здобуття переваги і до кінця матчу. З точки зору тактичної схеми Еррера сповідував захисну тактику з п'ятьма захисниками, один з яких виконував функцію останнього «вільного» оборонця (ліберо), а ще один (як правило, Луїс Суарес Мірамонтес) був висунутий уперед та виконував функції плеймейкера. Запропонована Еррерою тактика стала удосконаленою версією класичного катеначо, розробленого італійцем Нерео Рокко ще наприкінці 1940-х, тож Ерреру прийнято вважати одним із співаторів цієї захисної стратегії.
Незважаючи на малу кількість голів і загальну невиразність гри, ця тактика давала вражаючі результати: «Інтер» з Еррерою на чолі тричі вигравав чемпіонат Італії, двічі посідав друге місце в національній першості, а також виграв два Кубка європейських чемпіонів і два Міжконтинентальних кубка. Міланський клуб того періоду став відомий як Великий «Інтер» (італ. Grande Inter), а Еррера отримав прізвисько Маг (італ. ll Mago). Протягом 1966—1967 років Еррера поєднував клубну роботу з підготокою національної збірної Італії, в якій він утворював тренерський тандем з італійцем Ферруччо Валькареджі.
1968 року новим місцем роботи зіркового тренера стала римська «Рома», яка запропонувала йому рекордний на той час контрак, згідно якого він отримував орієнтовно £150 тисяч на рік. У першому ж сезоні з новою командою спеціаліст привів її до перемоги у розіграші Кубка Італії, проте протягом наступних чотирьох сезонів під орудою Еррери римський клуб трофеїв не здобував.
1973 року Еррера повнернувся до «Інтера», проте команда під керівництво одного з найзірковіших тренерів в її історії вимушена була задовільнитися четвертим місцем в національному чемпіонаті, після чого спеціаліст пережив інфаркт і вирішив завершити тренерську роботу.
Втім в сезоні 1978—1979 повернувся до футболу, ставши головним тренером провінційного «Ріміні», який боровся за виживання у другій за силою італійській Серії B. Авторитету і досвіду тренера виявилося замало для вирішення цієї задачі, команда фінішувала на передостанньому місці і все ж понизилася у класі.
Останнім місцем тренерської роботи була вже знайома Еррері «Барселона», команду якої він очолював як головний тренер з 1980 по 1981 рік.
Помер 9 листопада 1997 року на 88-му році життя у Венеції.

## Внесок у розвиток футболу
Крім внеску у тактичний розвиток футболу — вдосконалення катеначо та популяризації прагамтичного футболу «від оборони» — Еленіо Еррера також увійшов в історію світового футболу як один з перших тренерів, що приділяв велику увагу дисципліні як на футбольному полі, так й за його межами. Він вимагав від гравців повної самовіддачі, його фраза «хто не віддається грі повністю, не віддається їй взагалі» стала крилатою. Незважаючи на професійний статус футболістів, що існував вже декілька десятиріч, до Еррери досить мало уваги приділялося дотриманню гравцями спортивного режиму. Саме цей спеціаліст широко відомий введенням заборони на паління та вживання алкоголю, а також контролем дієти футболістів. Ввів поняття передматчевих зборів, вивозячи гравців за декілька днів до гри до віддалених готелів, де вони у відриві від звичного середовища могли зосередитися на тактичній та психологічній підготовці до матчу.
Еррера був одним з піонерів по роботі з уболівальниками, популяризатором лозунгу «уболівальники — 12-й гравець команди».
Також став одним з перших тренерів, з ким преса і вболівальники почали пов'язувати успішні виступи очолюваних ними команд. Якщо раніше вважалося, що творцями перемог були виключно гравці, зазвичай насамперед «зірки» команди, то тріумфи «Інтернаціонале» першої половини 1960-х вже значною мірою пов'язували з постаттю його головного тренера.

## Титули і досягнення

### Як гравця
- Володар Кубка Франції (1):

«Ред Стар»: 1941–42

### Як тренера
- Чемпіон Іспанії (4):

«Атлетіко»: 1949–50, 1950–51
«Барселона»: 1958–59, 1959–60
- Володар Кубка Іспанії з футболу (2):

«Барселона»: 1958–59, 1980–81
- Володар Кубка Еви Дуарте (1):

«Атлетіко»: 1951
- Чемпіон Італії (3):

«Інтернаціонале»: 1962–63, 1964–65, 1965–66
- Володар Кубка Італії (1):

«Рома»: 1968–69
- Володар Кубка ярмарків (1):

«Барселона»: 1958–60
- Володар Кубка чемпіонів УЄФА (2):

«Інтернаціонале»: 1963–64, 1964–65
- Володар Міжконтинентального кубка (2):

«Інтернаціонале»: 1964, 1965

### Індивідуальні визнання
- Найкращий тренер в історії футболу — 1 з 5 тренерів[1], котрі ввійшли в 10 найкращих за версією France Football, World Soccer та ESPN[2]
  - 4 місце (World Soccer)[3][4]
  - 5 місце (ESPN)[5]
  - 7 місце (France Football)[6]